# 21560 Analyons
A 21560 Analyons (ideiglenes jelöléssel 1998 QC91) a Naprendszer kisbolygóövében található aszteroida. A LINEAR projekt keretében fedezték fel 1998. augusztus 28-án.